# Hana Sanjin

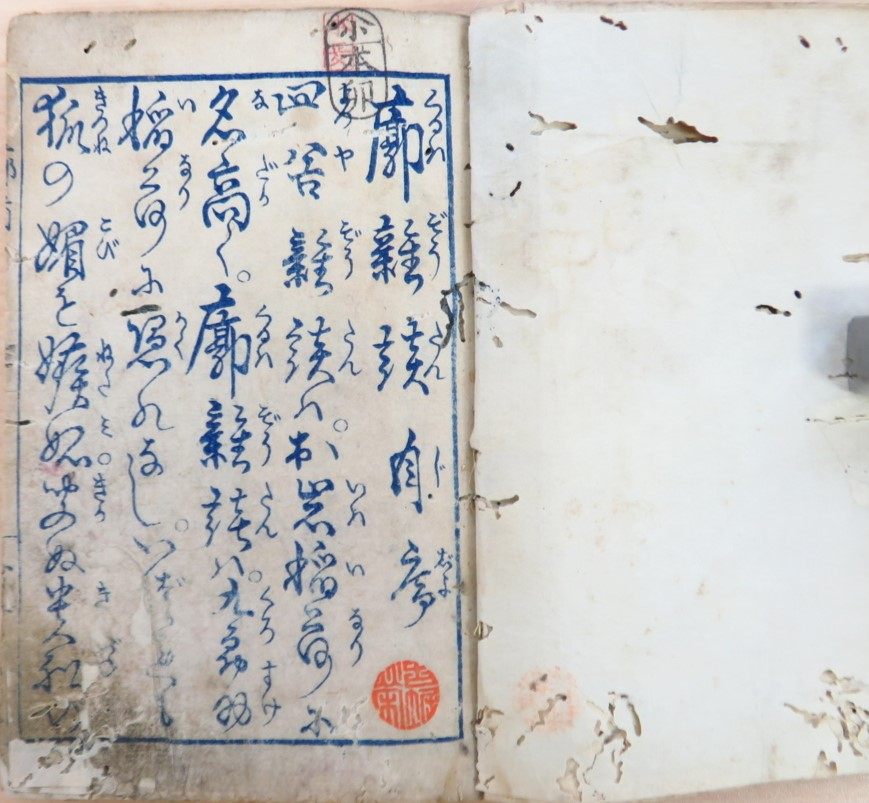
Hana Sanjin: Ein Buchbeginn

Hana Sanjin (japanisch 鼻 山人; geboren 1790 in Edo (Provinz Musashi); gestorben 8. Mai 1858 daselbst) war ein japanischer Verfasser unterhaltsamer Bücher in der späten Edo-Zeit.

## Leben und Wirken
Hana Sanjin. geboren als Hosokawa Namijirō (細川 浪次郎), führte unter anderem die „Gō“ „Tōri Sanjin“ (東里山人), meistens „Gōkan Kyōka“ (合巻・狂歌). Haiku veröffentlichte er u. a. als „Fusen“ (布山), Kuyōtei (九陽亭). Er soll ein Shogunatsbeamter gewesen sein, der in Stadtviertel Sangenya () von  Edo lebte. Aber um 1804 wurde er Schüler von Santō Kyōden (1761–1816) und wurde dann Verfasser unterhaltsamer Bücher.
Das erste Werk, das Hana Sanjin veröffentlichte, war der Sammelband „Shareta Shingata“ (髑た新形) – etwa „Stilvolle neue Formen“, der 1807 erschien. Es erschienen etwa 70 weitere Sammelbände, humorvolle Schriften (滑稽本, Kokkeibon), Textsammlungen (読本, Yomihon) und anderes. Sein Hauptgebiet waren die „Sharebon“ (洒落本) – „Wortspielbücher“ und „Ninjōbon“ (人情本) – „Mitgefühl-Bücher“. 1817 veröffentlichte er u. a. „Seirō-maki no hana“ (青楼籬の花) – „Blumen des Bordell-Bezirkes“.
In der Bunsei-Ära (1839–1844) war Hana Sanjin, zusammen mit Nansen Shōso Mahito II. (2世 南仙笑楚満人), auch Tamenaga Shunsui (1790–1844), genannt, führender Autor, was gefühlvolle Literatur anbetraf. Bedeutende Werke in dieser Kategorie sind u. a. „Ranchō-ki“ (蘭蝶記) – „Orchideen-Schmetterlinge Tagebuch“ (1824), „Kuruwa Sōdan“ (廓雑談) – „Unterhaltung im Bordellviertel“ (1826), „Awase Kagami“ (合世鏡) – etwa „Weltenspiegel“ (1834).
Hana Sanjin betont durchweg die Idee von der Förderung des Guten und die Bestrafung des Bösen sowie das Prinzip von Ursache und Wirkung. In seinen späteren Jahren nahm seine Schöpfungskraft ab, er wurde auch depressiv. Er verdiente schließlich seinen Lebensunterhalt mit dem Verkauf von Büchern und mit Vorführung von Zaubertricks.